# Megachile pyrrhothorax
Megachile pyrrhothorax är en biart som beskrevs av August Schletterer 1891. Megachile pyrrhothorax ingår i släktet tapetserarbin, och familjen buksamlarbin. Inga underarter finns listade i Catalogue of Life.